# 村岡啓介 フリースタイルサンデー
『村岡啓介 フリースタイルサンデー』（むらおかけいすけ フリースタイルサンデー）はSTVラジオで2020年11月8日から2021年3月28日まで放送されたラジオの生ワイド番組。

## 概要
この番組は、北海道小樽市にあるコミュニティFM局「FMおたる」のパーソナリティで、STVラジオで平日午後に放送されている『まるごと!エンタメ〜ション』にて2020年9月まで水曜の番組内コーナー「まるごとOtaru海だより」を担当していた村岡啓介が日曜の午後に送る3時間の生ワイド番組で、コンセプトは「自由きままに休日の午後を楽しんでもらえる」、そして、パーソナリティである村岡が持っている「多彩な趣味」を活用しながら、番組の中でリスナーが「肩の力を抜いてリラックス」できる生ワイド番組を目指す。村岡はFMおたるでチーフアナウンサーを務めた経験がある他、ナレーションや歌手、イベントMC、Vリーグ・サフィルヴァ北海道アリーナMCなど多方面で活動しているが、道域民放ラジオのパーソナリティはこの番組で初挑戦となる。
2021年3月29日から放送時間を毎週月曜日の17:55-20:00に移したうえで、番組タイトルも『村岡啓介 Re:Fresh!』として改められる。

## パーソナリティ
- 村岡啓介（FMおたる・パーソナリティ）

## 放送時間
- 毎週日曜 14:00 - 17:00

## 番組内コーナー
馳せ駈ける夢
番組内で『中央競馬実況中継』を内包している関係で、各週に中継されるメインレースの歴史やドラマを紹介する。
村岡啓介のフリスタ・コラム
パーソナリティを務める村岡啓介が、毎週テーマを設定してリスナーに知って欲しい魅力や醍醐味を語る。